# NGC 1180
NGC 1180 je galaksija u zviježđu Eridan.

## Vanjske poveznice
- SEDS: NGC 1180